# Александра Цана Марјановић
Александра Цана Марјановић (Поповић, код Сопота, 26. јануар 1910 – Јајинци, код Београда, 5. март 1942) је била учитељица и учесница Народноослободилачке борбе.

## Биографија
Рођенa је 26. јануара 1910. године у селу Поповићу, код Сопота. Основну школу је завршила у родном месту, а гимназију и Учитељску школу у Београду.
Своју прву учитељску службу је добила у селу Печаница, код Великог Градишта, 1929. године. У овом селу је провела три године, а 1932. године је прешла да ради у родном селу. Радила је у школи на Друминама, која је била смештена у приватној згради Ненада Матејића. Заједно са учитељем Мићом Марковићем, активно се залагала за изградњу нове школске зграде, која је била изграђена 1936. године. Године 1938, је прешла да ради у централној школу у Поповићу.
Још као ученица гимназије Цана се прикључила омладинском револуционарном покрету. Касније током службовања, дружила се са учитељем Мићом Марковићем, који је био стари комуниста и члан КПЈ од 1920. године, од кога је добила прва сазнања о комунизму и преко кога се укључила у револуционарни покрет. Била је активна у учитељском удружењу комуниста, али и Среском учитељском удружењу. Поред рада са ђацима, радила је и на просвећивању старијих. Окупљала је мештане села и држала им разне курсеве.
Године 1939, Мирко Томић, члан Месног комитета КПЈ за Београд, је обновио рад партијске ћелије у Поповићу и Цану примио у чланство Комунистичке партије Југославије (КПЈ). Она је тада била одређена за секретара партијске ћелије. Потом се веома ангажовала на партијском раду, па је са учитељем Браном Аксентијевићем, крајем 1939. године формирала партијску ћелију у Рогачи. Крајем 1941. године, Мирко Томић је формирао и Срески комитет КПЈ за Космај, у чије је чланство примљена и Цана Марјановић.
После окупације Југославије, 1941. године, Цана је веома активно радила на оганизовању устанка. Заједно са Јелицом Миловановић, учитељицом из Ропочева, обилазила је села по Космајском срезу и радила на окупљању народа и омладине у Народноослободилачки покрет (НОП) и Космајски партизански одред. Била је члан првог Народноослободилачког одбора формираног у селу Поповићу.
Почетком децембра 1941. године припадници Српске државне страже из Раље, под командом мајора Милана Калабића су блокирали Поповић и извршили рацију, у којој су била ухваћена тројица партизана из Космајског одреда. У знак одмазде, они су тада ухапсили већу групу мештана, за које су знали или сумњали да су присталице и помагачи НОП-а. У овој групи је била ухапшена и Цана.
После неколико дана проведених у затвору у Раљи, где су сви били тучени и малтретирани, Цана је заједно са Бориславом Секулићем, била одведена у Београд, где је предата Специјалној полицији. После дводневног мучења у затвору, пошто ништа није одала, била је пребачена у логор на Бањици.
Стрељана је 5. марта 1942. године на стрелишту у Јајинцима, код Београда. Тог дана стрељана је већа група политичких затвореника комуниста, међу којима су били – Миња Ђилас, Наталија Дугошевић, Даница Минић, Наталија Недељковић Нана, Ружица Милановић и др.
Указом Председништва АВНОЈ-а постхумно је 6. јула 1945. одликована Орденом братства и јединства првог реда.
У знак сећања на Цану Марјановић њено име носи основна школа у Раљи.